# سارة لورين ريك
سارة لورين ريك (بالألمانية: Sarah-Lorraine Riek)‏ (مواليد 15 نوفمبر 1992) ممثلة، عارضة أزياء وحاملة لقب مسابقة ملكة جمال والتي توجت به عن مسابقة ملكة جمال كون ألمانيا 2015، ومثلت ألمانيا في مسابقة ملكة مسابقة ملكة جمال الكون 2015.

## روابط خارجية
- سارة لورين ريك على إنستغرام